# Ernest Lehman
Ernest Lehman (Nova York, 8 de desembre de 1915 − Los Angeles, 2 de juliol de 2005) va ser un guionista de cinema, nominat 6 vegades als Oscars. El 2001 és el primer guionista que rep un Oscar d'honor per a la seva obra.

## Biografia
Ernest Lehman va néixer en una família rica de Long Island la fortuna de la qual va ser afectada seriosament per la Gran depressió. A la sortida del City College de Nova York, es converteix en redactor publicitari en un teatre de Broadway. Redacta llavors nombroses novel·les i històries curtes en revistes com Colliers, Redbook i Cosmopolitan, cosa que li suposa l'atenció de Hollywood. El 1950 signa amb la Paramount Pictures un contracte de guionista. La seva primera pel·lícula La torre dels ambiciosos, és un èxit i després treballa en la comèdia romàntica Sabrina que també serà ben rebuda per les crítiques.
Forma part de les rares persones que creuen en  Qui té por de Virginia Woolf? (1967), persuadint Jack Warner de finançar aquesta pel·lícula, que rebrà els honors dels crítics, tot sent nominada diverses vegades pels Oscars.
La seva pel·lícula següent, Hello Dolly! és un fracàs.
El 1972, Lehman dirigeix la seva primera (i última) pel·lícula, Portnoy i el seu complex. Es pot considerar que va deixar d'escriure pel cinema el 1979, deixant alguns projectes per a la pantalla petita.
Va morir de les conseqüències d'una crisi cardíaca el 2 de juliol de 2005.

## Filmografia en tant que guionista (incompleta)
- Executive Suite (1954)
- Sabrina (1954)
- Somebody Up There Likes Me (1956)
- The King and I (1956)
- Xantatge a Broadway (Sweet Smell of Success) (1957)
- Perseguit per la mort (1959)
- West Side Story (1961)
- El premi (The Prize) (1963)
- Somriures i llàgrimes (1965)
- Qui té por de Virginia Woolf? (1966)
- Hello, Dolly! (1969)
- Portnoy's Complaint (1972)
- Family Plot, la trama (1976)

## Premis i nominacions

### Premis
- 1955. Globus d'Or al millor guió per Sabrina
- 2001. Oscar honorífic

### Nominacions
- 1955. Oscar al millor guió original per Sabrina
- 1960. Oscar al millor guió original per Perseguit per la mort
- 1962. Oscar al millor guió adaptat per West Side Story
- 1967. Oscar a la millor pel·lícula per Qui té por de Virginia Woolf?
- 1967. Oscar al millor guió adaptat per Qui té por de Virginia Woolf?
- 1967. Globus d'Or a la millor pel·lícula dramàtica per Qui té por de Virginia Woolf?
- 1970. Oscar a la millor pel·lícula per Hello, Dolly!